# سیارک ۲۲۸۳۱
سیارک ۲۲۸۳۱ (به انگلیسی: 22831 Trevanvoorth، نامگذاری:1999RF53) بیست و دو هزار و هشتصد و سی و یکمین سیارک کشف شده‌است که در ۷ سپتامبر ۱۹۹۹ کشف شد.
قدر مطلق سیارک برابر ۱۷.۸ است.